# Gornja Bučica
Gornja Bučica is een plaats in de gemeente Glina in de Kroatische provincie Sisak-Moslavina. De plaats telt 228 inwoners (2001).